# Ernst Fritz Fürbringer
Ernst Fritz Fürbringer, född 27 juli 1900 i Braunschweig, Kejsardömet Tyskland, död 30 oktober 1988 i München, Västtyskland, var en tysk skådespelare.

## Filmografi, urval
- 1941 – Kameraden
- 1941 – Venus vor Gericht
- 1942 – Andreas Schlüter
- 1942 – Wienerblod
- 1943 – Titanic
- 1957 – Djävulen kom om natten
- 1959 – Han gick genom väggen
- 1966 – Brinner Paris?